# Rock de Toronto
 (août 2011).

Ancien logo

Le Rock de Toronto est une franchise canadienne de crosse en salle évoluant en National Lacrosse League depuis 1999. Basé à Hamilton, en Ontario, le Rock joue au centre FirstOntario, enceinte de 17 000 places inaugurée en 2021.

## Histoire
Le Rock a joué au Copps Coliseum d'Hamilton, en 1998, sous le nom des Ontario Raiders. Après la saison 1999, la franchise déménage à Toronto, et devient le Rock de Toronto. La franchise a gagné à cinq reprises la Coupe des champions NLL (1999, 2000, 2002, 2003 et 2005) en 7 ans d'existence.

## Saison par saison
| Saison         | Division   | V-D    | Class. | Domicile | Extérieur | BP    | BC    | Séries éliminatoires               |
| 1999           |            | 9-3    | 1st    | 6-0      | 3-3       | 157   | 139   | Vainqueur                          |
| 2000           |            | 9-3    | 1st    | 5-1      | 4-2       | 162   | 130   | Vainqueur                          |
| 2001           |            | 11-3   | 1st    | 6-1      | 5-2       | 168   | 125   | Finaliste                          |
| 2002           | Northern   | 11-5   | 1st    | 8-0      | 3-5       | 223   | 176   | Vainqueur                          |
| 2003           | Northern   | 11-5   | 1st    | 6-2      | 5-3       | 195   | 164   | Vainqueur                          |
| 2004           | Eastern    | 10-6   | 1st    | 5-3      | 5-3       | 202   | 176   | Défaite en finale de division      |
| 2005           | Eastern    | 12-4   | 1st    | 6-2      | 6-2       | 227   | 190   | Vainqueur                          |
| 2006           | Eastern    | 8-8    | 3rd    | 5-3      | 3-5       | 182   | 179   | Défaite en demi-finale de division |
| 2008           | Eastern    | 7-9    | 6th    | 4-5      | 4-3       | 172   | 174   | Glenn Clark                        |
| 2009           | Eastern    | 6-10   | 6th    | 3-5      | 3-5       | 194   | 218   | Glenn Clark                        |
| 2010           | Eastern    | 9-7    | 2nd    | 6-2      | 3-5       | 197   | 156   | Défaite en finale                  |
| 2011           | Eastern    | 10-6   | 2nd    | 7-1      | 3-5       | 187   | 168   | Vainqueur                          |
| 2012           | Eastern    | 9-7    | 1st    | 3-5      | 6-2       | 198   | 196   | Défaite en finale de division      |
| 2013           | Eastern    | 10-6   | 1st    | 5-3      | 5-3       | 194   | 176   | Défaite en demi-finale de division |
| 2014           | Est        | 9-9    |        | 6-3      | 3-6       | 219   | 213   | Défaite en demi-finale de division |
| Total          | 15 seasons | 138-92 |        | 78-38    | 60-54     | 2,845 | 2,550 |                                    |
| Playoff Totals |            | 16-6   |        | 12-4     | 4-2       | 275   | 261   |                                    |

## Effectif actuel

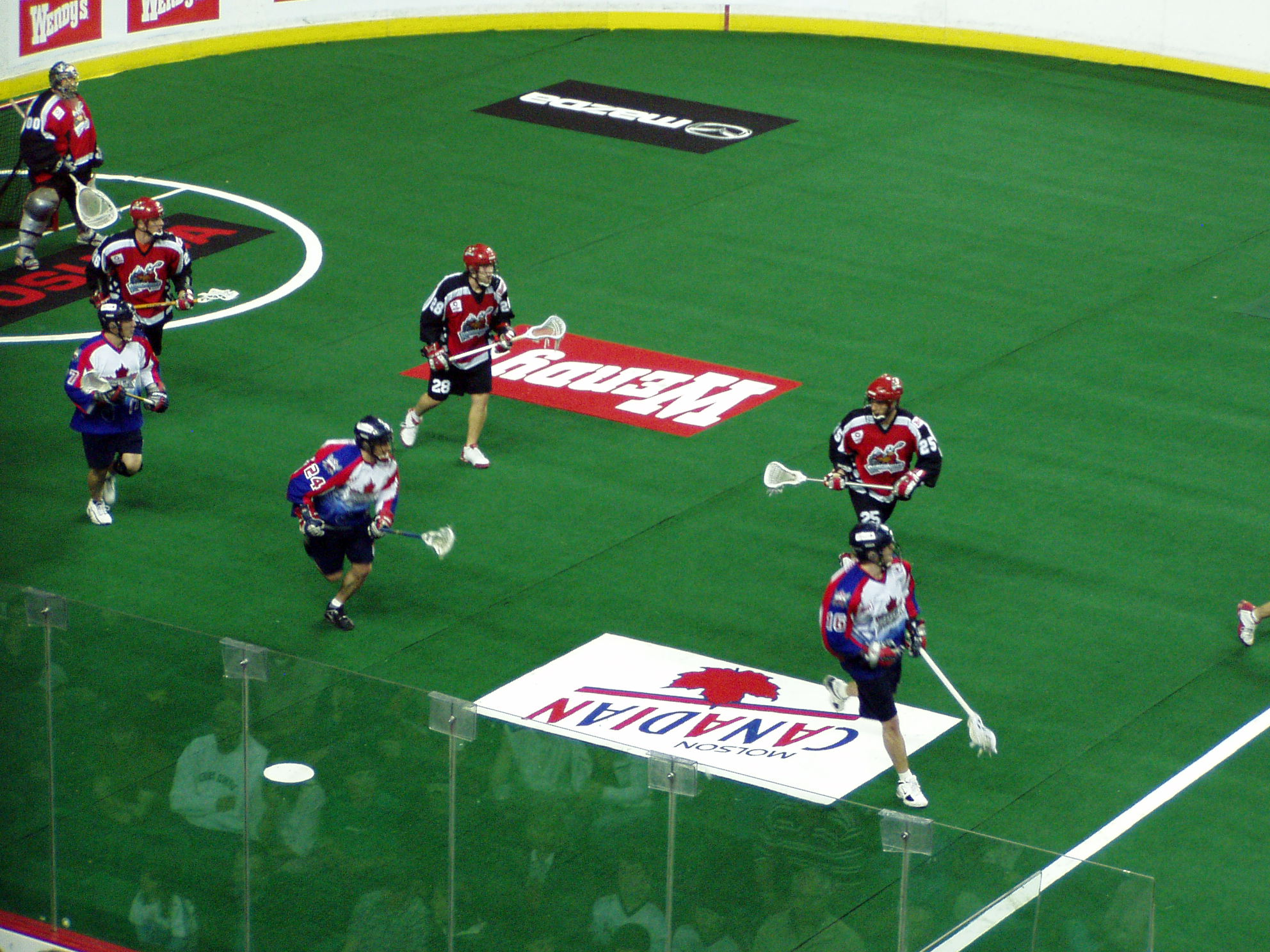
Les Rocks face au Calgary Roughnecks

- Gardiens
  - 29  GK Bob Watson
  - 90  GK Phil Wetherup

- Défenseurs
  - 6  DF Dan Ladouceur
  - 9  DF Patrick Merrill
  - 14  DF Rob Marshall
  - 17  DF Brian Beisel
  - 18  DF Phil Sanderson
  - 21  DF Chet Koneczny
  - 27  DF Derek Suddons
  - 28  DF Brad MacDonald
  - 32  DF Jim Veltman
  - 37  DF Scott Campbell
  - 40  DF Ian Rubel
  - 77  DF Tim O'Brien
  - 93  DF Chris Driscoll

- Attaquants
  - 7  FW Colin Doyle
  - 10  FW Aaron Wilson
  - 15  FW Stephen Evans
  - 16  FW Blaine Manning
  - 19  FW Josh Sanderson
  - 20  FW Rusty Kruger
  - 23  FW Cory Leigh
  - 24  FW Matt Shearer
  - 25  FW J.J. Dickie

## Entraîneurs
- Les Bartley: 1999-2003
- Ed Comeau (interim): 2003-2004
- Terry Sanderson: 2004-2006
- Glenn Clark: depuis 2006